# 워커 뷸러
워커 앤서니 뷸러(Walker Anthony Buehler, 1994년 7월 28일 ~ )는 미국의 야구 선수로, 메이저 리그에 소속되어 있는 로스앤젤레스 다저스의 투수다.

## 경력

### 메이저 리그 이전
1994년에 켄터키주 렉싱턴에서 태어났다. 고등학교 졸업 후 2012년에 있었던 MLB 드래프트에서 14라운드에 피츠버그 파이리츠에 지명되지만 밴더빌트 대학교 대학으로 진학하는 것을 택한다. 그 후 대학에서 팀의 대학리그 월드시리즈 우승을 이끌었고, 미국 대표팀에 선정되었다. 그 후 2015년에 있었던 MLB 드래프트에서 로스앤젤레스 다저스에 1라운드 전체 24순위로 지명을 받아 입단하게 된다.

### 로스앤젤레스 다저스
2017년 9월 8일 콜로라도 로키스전에서 메이저 리그에 데뷔해 2이닝 무실점을 기록했다. 2018년 4월 23일 첫 선발 경기에서 5이닝 무실점을 기록했지만 승리투수가 되는 데는 실패했다. 다음 선발 등판인 4월 28일 샌프란시스코 자이언츠 원정에서 5이닝 6피안타 6탈삼진 1볼넷 2실점을 기록하며 데뷔 첫 선발 승을 신고했다.